# ایر تیمور
ایر تیمور (به انگلیسی: Air Timor) یک شرکت هواپیمایی با کد یاتا 6C است که در تاریخ ۲۰۰۷ میلادی تأسیس شده است. دفتر مرکزی ایر تیمور در دیلی، تیمور شرقی واقع شده‌است و قطب این شرکت هواپیمایی در فرودگاه بین‌المللی پرزیدانت نیکولو لوباتو قرار دارد و به ۳ مقصد، پرواز مستقیم انجام می‌دهد.